# Offranville
Offranville ist eine französische Gemeinde mit 3218 Einwohnern (Stand: 1. Januar 2022) im Département Seine-Maritime in der Region Normandie. Sie gehört zum Arrondissement Dieppe und zum Kanton Dieppe-1. Die Einwohner werden Offranvillais genannt.

## Geografie
Offranville liegt wenige Kilometer südlich der Alabasterküste zum Ärmelkanal. Der Fluss Scie begrenzt die Gemeinde im Osten. Umgeben wird Offranville von den Nachbargemeinden Hautot-sur-Mer im Norden und Nordosten, Saint-Aubin-sur-Scie im Osten, Tourville-sur-Arques im Südosten, Sauqueville und Colmesnil-Manneville im Süden, Thil-Mannesville im Südwesten, Ambrumesnil und Ouville-la-Rivière im Westen und Varengeville-sur-Mer im Nordwesten.

## Bevölkerungsentwicklung
| 1962 | 1968 | 1975 | 1982 | 1990 | 1999 | 2006 | 2011 |
| ---- | ---- | ---- | ---- | ---- | ---- | ---- | ---- |
| 1962 | 2040 | 2236 | 2930 | 3059 | 3470 | 3347 | 3316 |

## Sehenswürdigkeiten
- Kirche Saint-Ouen mit dem tausendjährigen Eibenbaum

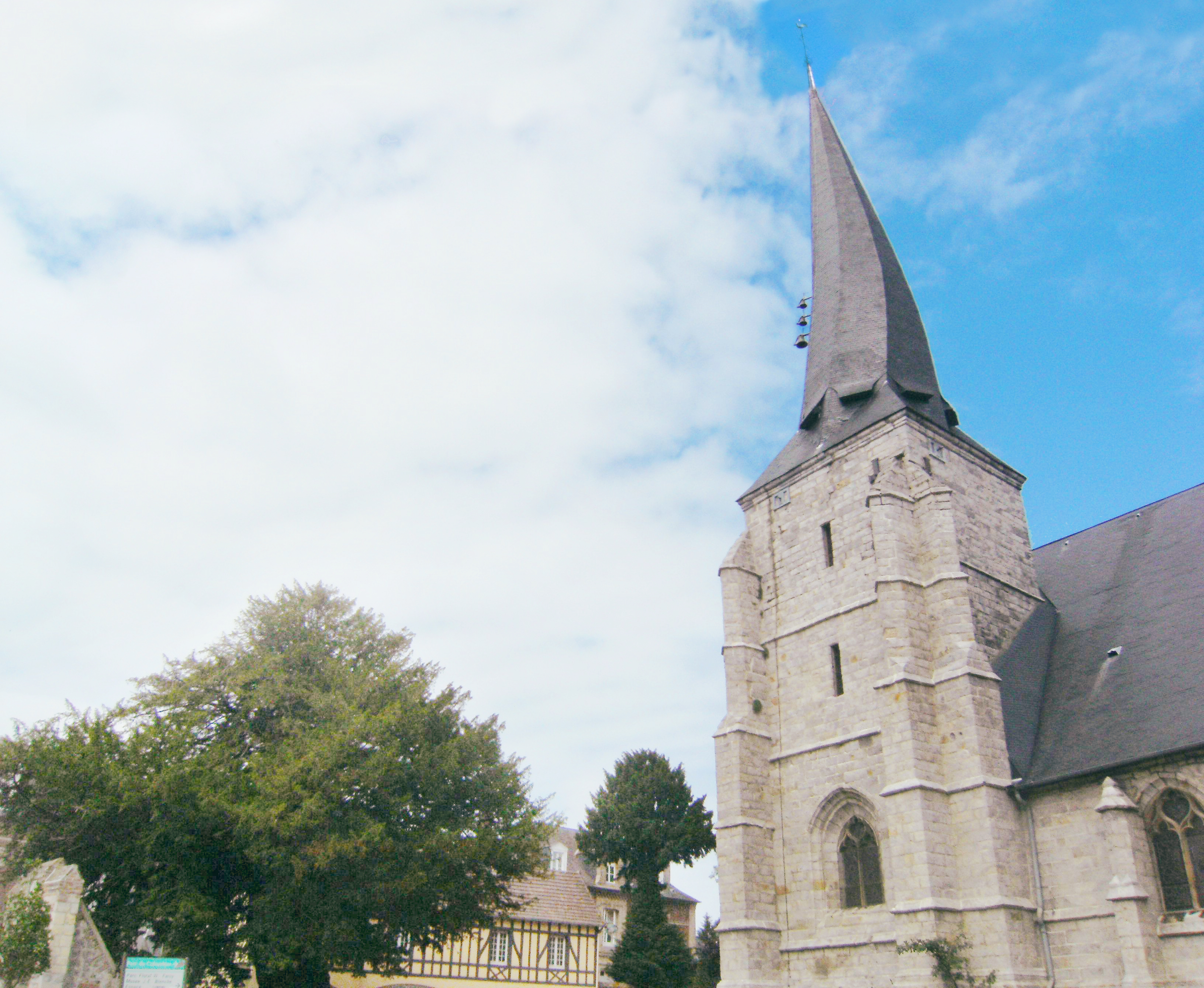
Kirche Saint-Ouen

- Columbarium
- Schlösser
- Jacques-Émile Blanche-Museum

## Gemeindepartnerschaften
Mit der britischen Gemeinde Thurmaston in Leicestershire (England) besteht eine Partnerschaft.

## Persönlichkeiten
- Jacques-Émile Blanche (1861–1942), Maler
- Jacques-Charles Delahaye (1928–2010), Bildhauer